# Angela Litschev
Angela Litschev (aussi connu sous le nom d'Angela Litschewa, en bulgare : Ангела Личева), née le 17 juillet 1978 à Sofia, est une écrivaine et poétesse allemande, d'origine bulgare.

## Biographie
Angela Litschev est née le 17 juillet 1978 à Sofia, fille unique d'Alexander Litschev, historien et professeur de philosophie, et de son épouse Anna, sociologue. La famille, d'origine bulgare, a émigré en Allemagne en 1990, après que son père a reçu un poste d'enseignant à l'université Heinrich Heine de Düsseldorf. Elle a étudié au lycée Lycée Annette von Droste-Hülshoff (Düsseldorf) puis au collège d'assistance sociale Sainte-Ursule.
Angela Litschev a commencé sa carrière en publiant ses poèmes dans des revues de poésie et dans des anthologies, dont deux volumes de la série « Jeune Poésie » (Junge Lyrik) chez Martin Werhand Verlag, de 2000 à 2003. En 2000, les poèmes publiés ont été récités dans le cadre d'une série de lectures par divers auteurs dans diverses villes allemandes comme Bonn, Cologne ou Essen entre autres, avec une lecture à l'université de Cologne. D'autres poèmes ont été publiés dans le magazine Das Gedicht (en allemand : Das Gedicht. Zeitschrift für Lyrik, Essay und Kritik), de 2003 à 2009.
En 2003, Angela Litschev a reçu le prix Unicum-Verlag pour le meilleur sonnet. En 2004, elle publie son premier recueil de poèmes, eine rote minute, pour lequel elle a reçu le Förderpreis für Literatur der Landeshauptstadt Düsseldorf en 2005. Son livre est lu à l'Institut culturel bulgare de Berlin en 2007. L'année précédente, elle avait déjà publié son deuxième recueil de poésie, rausch und täuschung. Plusieurs poèmes de cette collection ont été traduits en croate pour le magazine Riječi, avec une préface de Ludwig Bauer.
En 2009, elle a participé à la traduction de la nouvelle poésie bulgare pour le magazine littéraire allemand Akzente.

## Récompenses
- 2003 : prix Unicum-Verlag pour le meilleur sonnet
- 2005 : Förderpreis für Literatur der Landeshauptstadt Düsseldorf[9]

## Publications

### Ouvrages
- (de) Eine rote minute, Munich, Mischwesen Autorenverlag, 2004, 88 p. (ISBN 978-3-938313-04-6)
- (de) Rausch und täuschung, Munich, Mischwesen Autorenverlag, 2006, 66 p. (ISBN 978-3-938313-06-0)

### Anthologies
- (de) Junge Lyrik II, Melsbach, Martin Werhand Verlag, 2000 (ISBN 978-3-9806390-0-2)
- (de) Junge Lyrik III, Melsbach, Martin Werhand Verlag, 2003 (ISBN 978-3-9806390-3-3)
- (de) Power : Lyrik, Munich, Dtv, 2009, 62 p. (ISBN 978-3-423-13777-5)